# Gare de Polotsk
La gare de Polotsk (en biélorusse : Полацк (станцыя)) est la gare ferroviaire de Polotsk.

## Situation ferroviaire

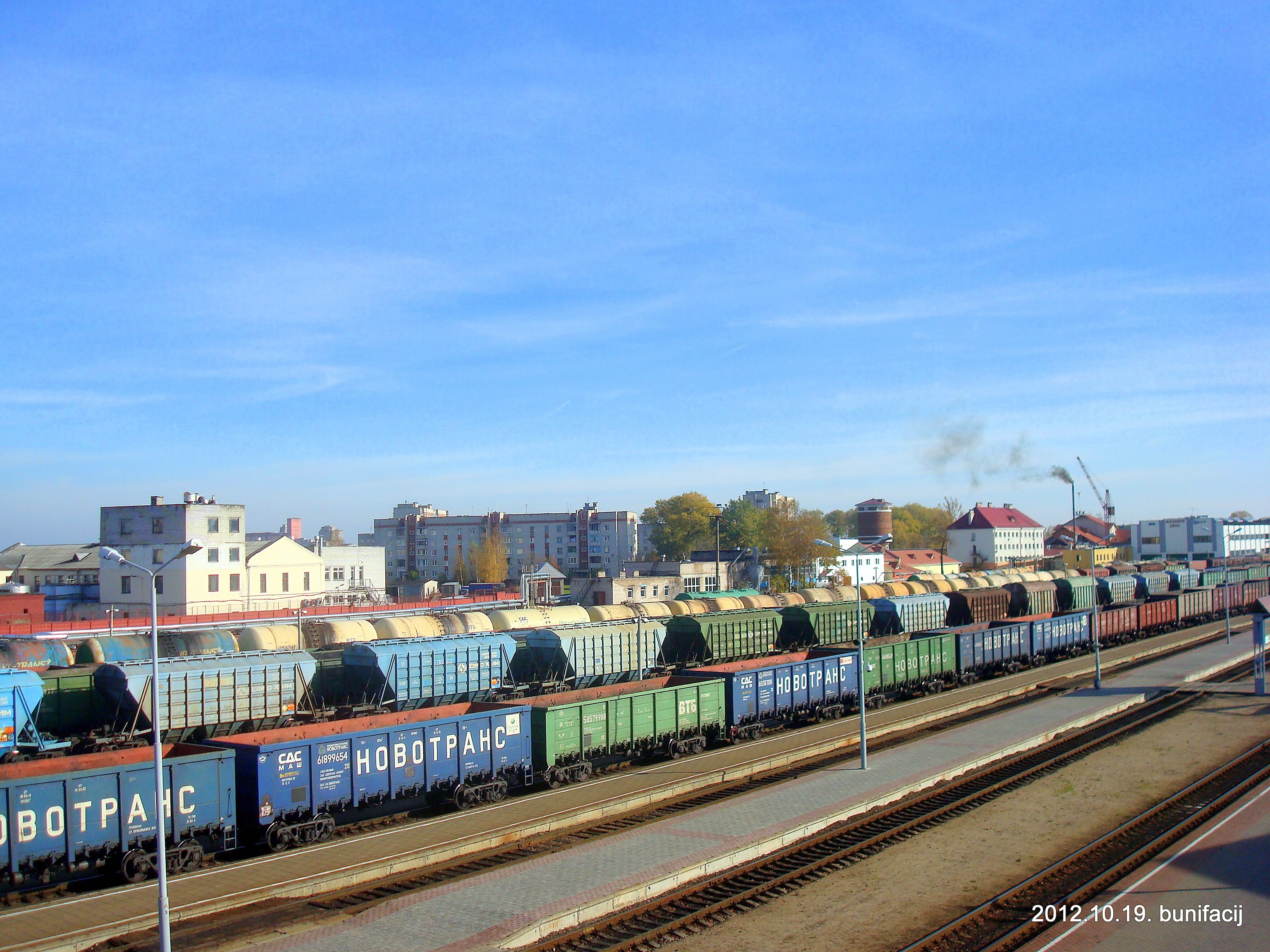
Les voies.

## Histoire
La gare est mentionnée en 1866 dans le projet de ligne Dina - Vitebsk puis intégré au chemin de fer Riga-Orlovskaya. 
Au début du XXe siècle, la ligne Bologo-Sedletskaya passe par Polotsk et en fait un grand carrefour ferroviaire.

## Service des voyageurs
Le bâtiment construit en 1952 est à deux étages.

### Desserte

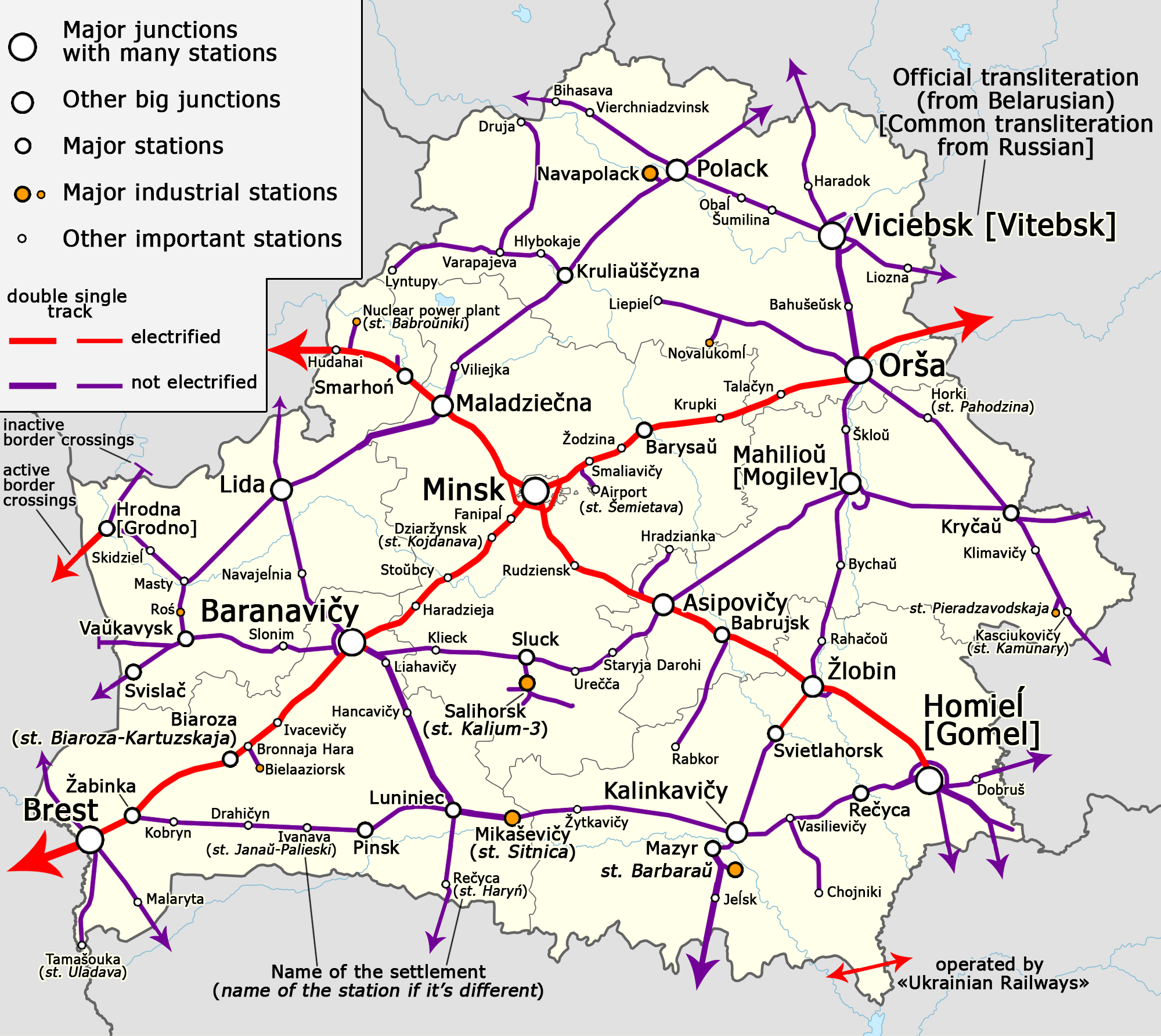
Le réseau ferroviaire.

Pour le transport de passagers vers Minsk, Vitebsk, Gomel, Riga, Moscou, Saint-Pétersbourg et Kaliningrad.